# Österreich (Gemeinde Hitzendorf)
Österreich ist ein Ort in der Gemeinde Hitzendorf im Bezirk Graz-Umgebung, Steiermark.
Namensgebend für den Ort war die Rebsorte Österreichisch Weiß, welche früher im Gebiet angebaut wurde.

## Geografie
Die Rotte liegt etwa zehn Kilometer westlich von Graz, im Södingtal, linksseitig auf einem Hügel, auf etwa 400 m ü. A.

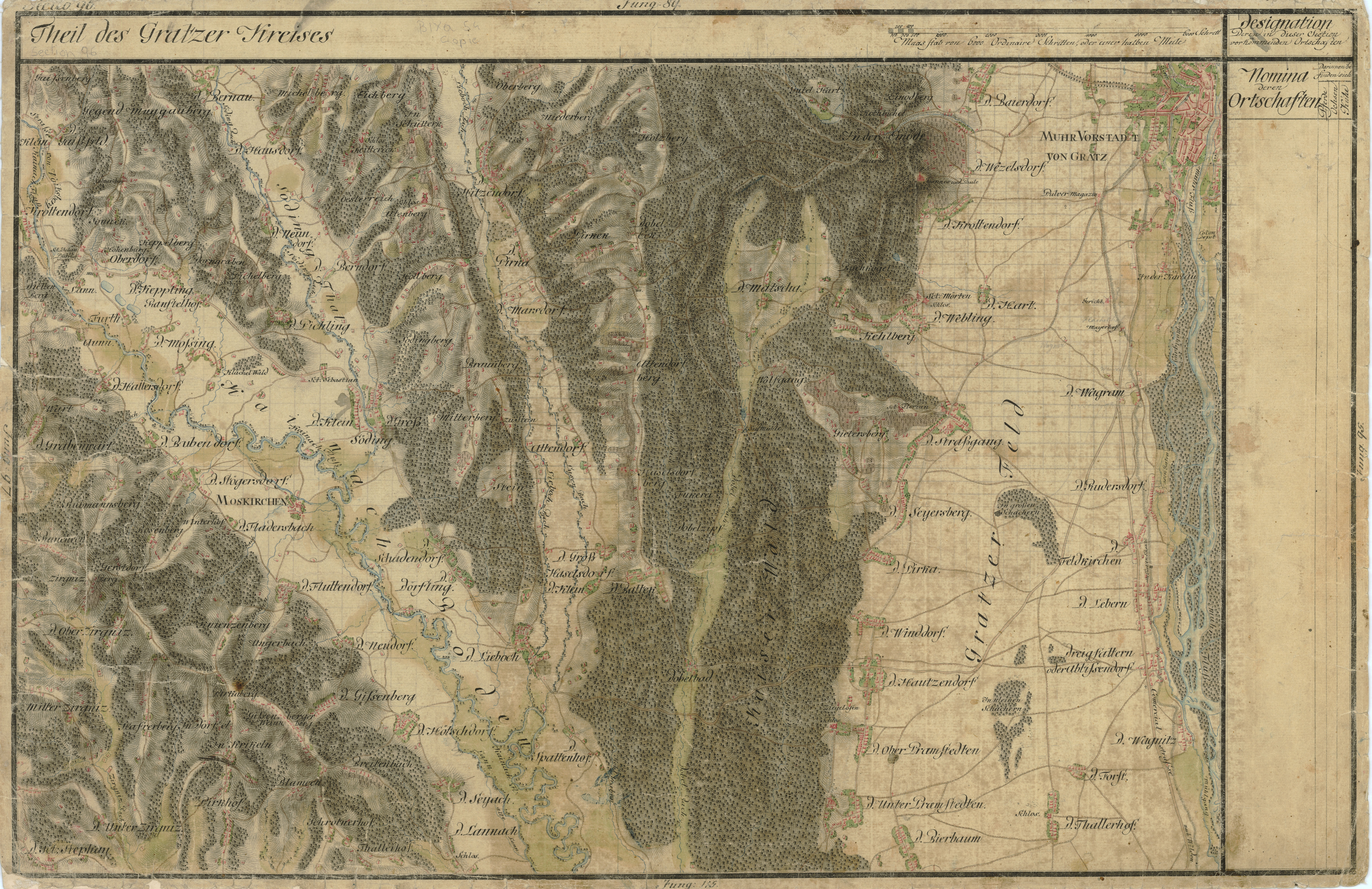
Das Gebiet in der Josephinischen Landesaufnahme, um 1790 (Södingtal oben links, die rechte Talung)

Der Ort umfasst vier Gehöfte.
Nachbarorte
| Schloss Reiteregg | Schloss Schütting                           | Schloss Altenberg |
| Altreiteregg      | Kompassrose, die auf Nachbargemeinden zeigt | Altenberg         |
|                   | Berndorf                                    |                   |